# Kallahalli, Krishnarajpet
Kallahalli là một làng thuộc tehsil Krishnarajpet, huyện Mandya, bang Karnataka, Ấn Độ.